# Rainer Braxmaier
Rainer Braxmaier (* 13. Dezember 1949 in Baden-Baden) ist ein deutscher Maler, Zeichner, Kunsterzieher und Autor.
Nach einer journalistischen Ausbildung studierte er an der Kunstakademie Karlsruhe bei Emil Schumacher und Werner Knaupp.
Braxmaier stellt seine Werke international auf zahlreichen Ausstellungen aus. Er schreibt Kunstrezensionen, Beiträge zu Kunstausstellungen und Bücher. Seit 1994 ist er an der Experimentelle vertreten. Er lebt und arbeitet in Oberkirch.

## Ehrungen
- 1986 Kunstpreis Künstler in Baden.-Baden
- 1991 Regio-Preis für Bildende Kunst Freiburg
- 1996 Stipendium  Cité Internationale des Arts